# Sukilove
Sukilove was een Belgische muziekband rond Pascal Deweze. In 2013 hield de band op te bestaan. Ze brachten meerdere albums uit en enkele ep's. Radio 1 noemde het laatste album een interessante zoektocht naar originele grooves met TC Matic-gitaarriffs en een recensie op de cultuurwebsite Cobra.be van VRT noemde het een wereldplaat en Sukilove de groep waarin Dewezes talenten optimaal worden uitgespeeld.
De groep trad onder andere op in Ancienne Belgique, Vera (Groningen), Paradiso (Amsterdam), EKKO (Utrecht), het VPRO-radioprogramma Club Lek en het televisieprogramma Barend en Van Dorp.

## Leden
- Pascal Deweze
- Sjoerd Bruil
- Tim Vandenbergh
- Stoffel Verlackt
- Helder Deploige

## Discografie

### Albums
- Sukilove
- You kill me
- Good is in your bones
- Static Moves
- Drunkaleidoscope

### Ep's
- Talking in the dark
- Sun Sun Sun
- Natural Regression